# Sóshartyán, Nógrád
Sóshartyán  este un sat în districtul Salgótarján, județul Nógrád, Ungaria, având o populație de 950 de locuitori (2011). 

## Demografie
Componența etnică a satului Sóshartyán
     Maghiari (74,78%)
     Romi (24,78%)
     Necunoscut (0,43%)
     Alții (0,43%)
Componența confesională a satului Sóshartyán
     Romano-catolici (78,53%)
     Fără religie (3,68%)
     Necunoscută (17,79%)
Conform recensământului din 2011, satul Sóshartyán avea 950 de locuitori. Din punct de vedere etnic, majoritatea locuitorilor (74,78%) erau maghiari, cu o minoritate de romi (24,78%). Apartenența etnică nu este cunoscută în cazul a 0,43% din locuitori.  Din punct de vedere confesional, majoritatea locuitorilor (78,53%) erau romano-catolici, cu o minoritate de persoane fără religie (3,68%). Pentru 17,79% din locuitori nu este cunoscută apartenența confesională.